# Judeus georgianos

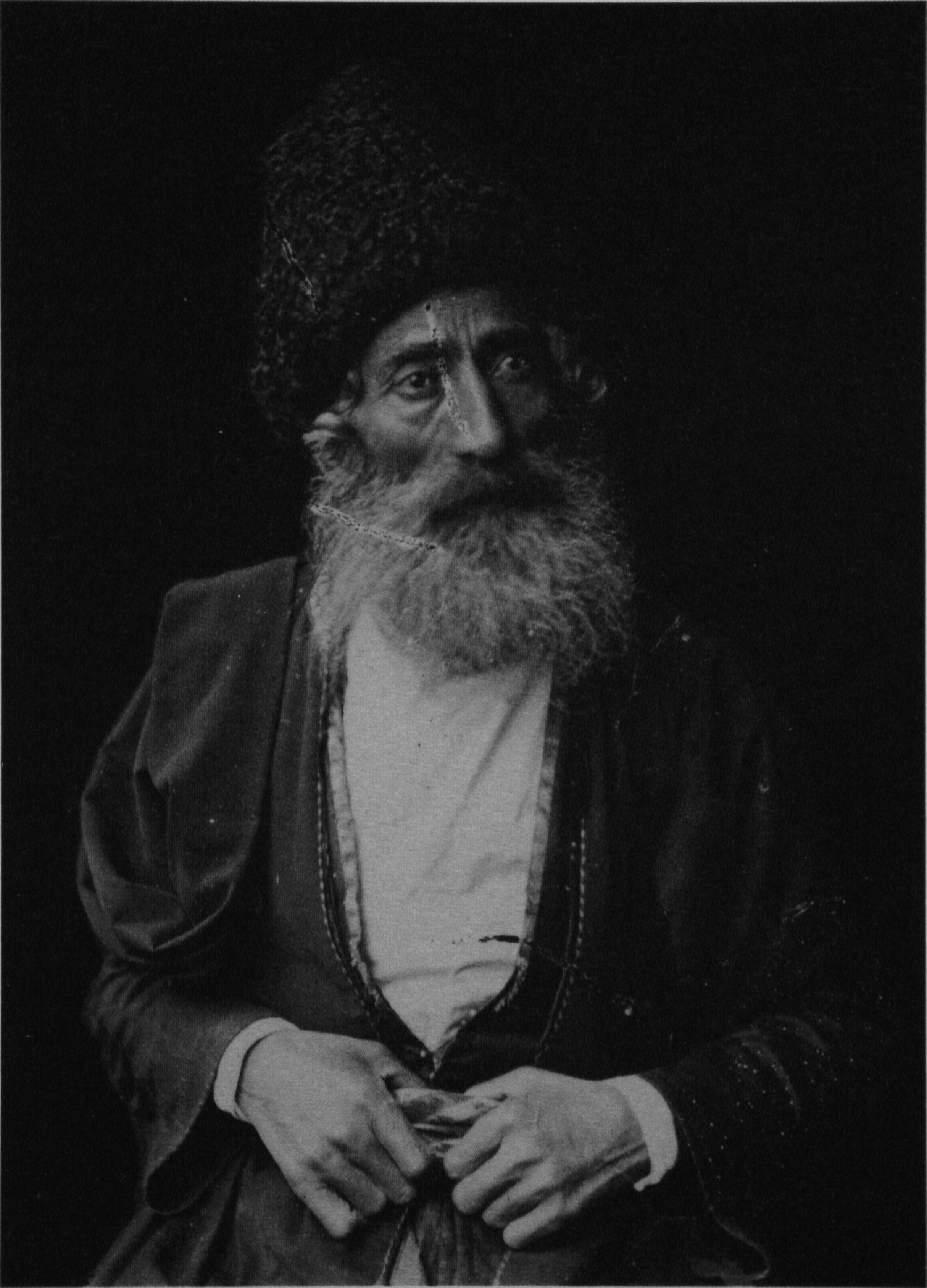
Um judeu georgiano

Os judeus georgianos (em georgiano:  ქართველი ებრაელები, transl. tr, em hebraico: יהדות גאורגיה) são uma comunidade de judeus que migraram para a Geórgia durante o cativeiro babilônico no século VI a.C. É uma das comunidades mais antigas da região. Eles também são amplamente diferenciados dos judeus asquenazes na Geórgia, que chegaram após a anexação russa da Geórgia.
Antes da anexação da Geórgia pelo Império Russo em 1801, a história de 2300 anos dos judeus georgianos foi marcada por uma ausência quase total de antissemitismo e uma assimilação visível na língua e cultura georgianas. Os judeus georgianos eram considerados etnicamente e culturalmente distintos dos judeus das montanhas vizinhos.